# Vacquerie-le-Boucq

Vacquerie-le-Boucq este o comună în departamentul Pas-de-Calais, Franța. În 1 ianuarie 2022 avea o populație de 70 de locuitori.